# Bečice

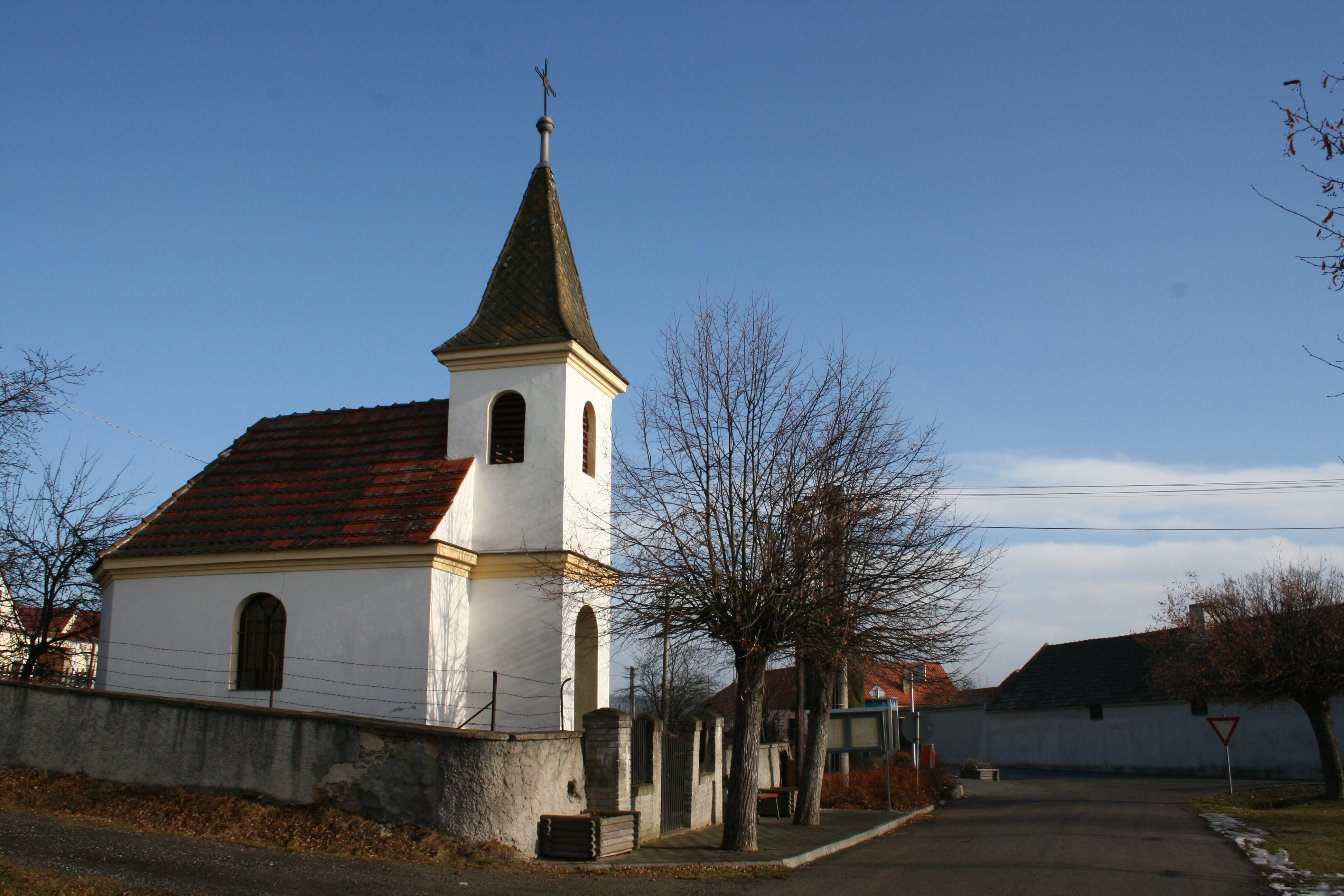
Kapelle des hl. Veit

Bečice (deutsch Betschitz) ist eine Gemeinde in der Südböhmischen Region in Tschechien. Sie liegt 5 km westlich von Moldauthein linksseitig der Židova strouha. Die 108 Einwohner bewohnen 48 Häuser auf einer Fläche von 448 Hektar.

## Geographie
Bečice liegt 21 Kilometer von Budweis entfernt und grenzt an Dobšice u Týna nad Vltavou, Žimutice, Čenkov u Bechyně im Okres České Budějovice und an Záhoří u Bechyně im Okres Tábor.
Durch das Gemeindegebiet verläuft die Židova strouha. Nördlich vom Ortskern erstreckt sich zudem ein See.

## Geschichte
Bečice wurde 1396 erstmals urkundlich erwähnt.

## Gemeindegliederung
Für die Gemeinde Bečice sind keine Ortsteile ausgewiesen. Zu Bečice gehört die Ansiedlung Hvížďalka.

## Bevölkerungsentwicklung
| Jahr      | 1869 | 1880 | 1890 | 1900 | 1910 | 1921 | 1930 | 1950 | 1961 | 1970 | 1980 | 1991 | 2001 | 2011 | 2021 |
| --------- | ---- | ---- | ---- | ---- | ---- | ---- | ---- | ---- | ---- | ---- | ---- | ---- | ---- | ---- | ---- |
| Einwohner | 347  | 302  | 277  | 274  | 268  | 246  | 233  | 198  | 195  | 173  | 144  | 104  | 109  | 98   | 111  |

## Sehenswürdigkeiten
- Kapelle des hl. Veit